# Ruth Humbel
Ruth Humbel, född den 23 juli 1957 i Baden, var en schweizisk orienterare och politiker.

## Orienteringskarriär
Ruth Humbel tog VM-brons i stafett 1978, 1981 och 1985.

## Politisk karriär
Ruth Humbel var ledamot i Aargaus kantonsparlament mellan 1981 och 2003, då hon blev invald i det schweiziska nationalrådet och återvaldes 2007. Hon representerar kantonen Aargau och Schweiz kristdemokratiska folkparti.